# Afua Adwo Jectey Hesse
Afua Adwo Jectey Hesse (* 11. September 1953 in Kumasi, Ghana) ist eine ghanaische Medizinerin und Hochschullehrerin. Sie ist Ghanas erste Kinderchirurgin und die erste Professorin für Kinderchirurgie.  Sie war die erste Chirurgin, die am Korle-Bu-Teaching Hospital ihren Abschluss erhielt und dort als erste Frau zur Leiterin der Abteilung für Chirurgie ernannt wurde. 2010 wurde sie als erste Ghanaerin und zweite Afrikanerin zur Präsidentin der Medical Women’s International Association (MWIA) gewählt.

## Leben und Werk

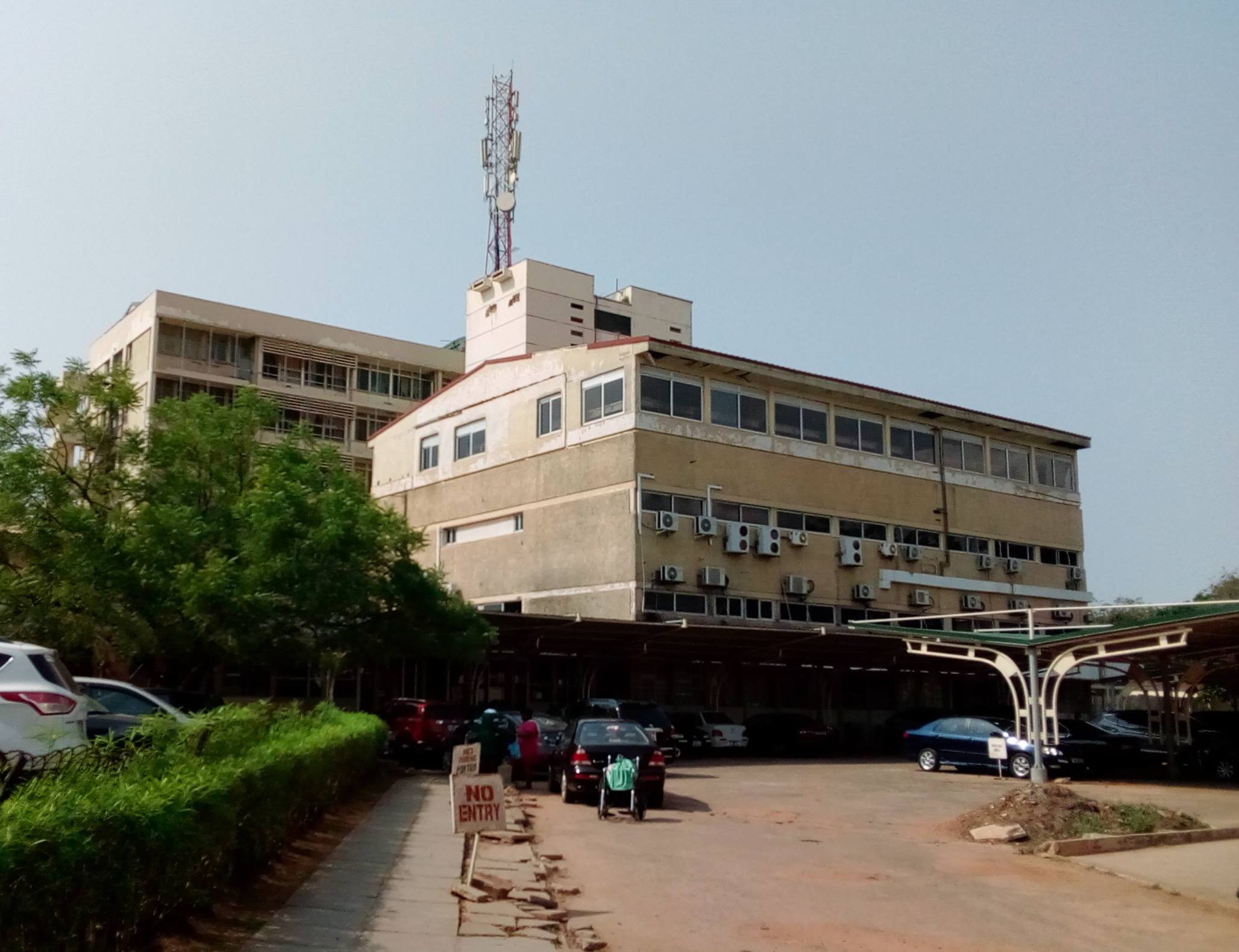
Korle-Bu Hospital

Hesse ist das zweite von fünf Kindern von Kwadwo Asare Jectey Nyarko und Agnes Jectey Nyark. Ihr Vater war Dozent für Geographie an der Kwame Nkrumah University of Science and Technology in Kumasi und ihre Mutter unterrichtete an der Grundschule derselben Universität. Mit neun Jahren zog sie mit ihrer Familie nach Straßburg in Frankreich, wo ihr Vater promovierte.
Als sie mit ihrer Familie nach Ghana zurückkehrte, hatte sie gerade ihr erstes Jahr der Sekundarschule abgeschlossen und wurde an der Wesley Girls High School (WeyGeyHey) in Cape Coast aufgenommen. 1971 wurde sie als einzige Schülerin ihrer Klasse an der medizinischen Fakultät der Universität von Ghana angenommen. Sie schloss dort ihr Studium 1976 mit einem Bachelor of Medicine und einem Bachelor of Surgery (MBChB) ab. Ihre Praktikum verrichtete sie am Korle-Bu Teaching Hospital.
Während sie als Anatomiedemonstratorin am Institut für Anatomie der Medizinischen Fakultät der Universität von Ghana arbeitete, legte sie die Erstprüfung ab und wurde später für ihr Aufbaustudium am Royal College of Surgeons of Edinburgh im Vereinigten Königreich zugelassen. Später studierte sie Management Studies am Ghana Institute of Management and Public Administration (GIMPA) und der School of Management in London.
1978 heiratete sie Adukwei Hesse. Als ihr Mann für sein Aufbaustudium in Physiologie nach Birmingham im Vereinigten Königreich ging, begleitete sie ihn mit ihren beiden Söhnen. Während sie in Birmingham als Senior House Officer lehrte, legte sie innerhalb von drei Jahren die Fellowship-Prüfung am Royal College of Surgeons in Birmingham ab. Sie arbeitete als Clinical Fellow in der Kinderchirurgie und anschließend war sie als Clinical Fellow in klinischer Chirurgie und Kinderchirurgie am Bristol Royal Hospital tätig.
Sie arbeitete über 37 Jahre lang am Korle-Bu Teaching Hospital und wurde 2012 mit Wirkung zum 1. Januar 2013 zur kommissarischen Geschäftsführerin ernannt. Sie war die erste weibliche Direktorin für medizinische Angelegenheiten und verantwortlich für die klinische Versorgung.
Von 2008 bis 2010 war sie die erste Leiterin der Abteilung für Chirurgie und beaufsichtigte 600 Mitarbeiter. Sie ist Professorin für Chirurgie an der medizinischen Fakultät der Universität von Ghana und hat sowohl an der medizinischen Fakultät als auch am Korle-Bu Teaching Hospital verschiedene Funktionen innegehabt.
Von 1998 bis 2001 war sie Vizepräsidentin der Medical Women’s International Association (MWIA) und von 2006 bis 2010 Präsidentin der Pan-African Paediatric Surgery Association. Sie war Mitglied des Beirats des UNDP, der den Human Development Report 1997 für Ghana erstellte, und Präsidentin der MWIA. Damit war sie die erste ghanaische und die zweite afrikanische Ärztin in dieser Position in der 91-jährigen Geschichte der Vereinigung.
Zu ihren weiteren Aufgaben gehörten die Tätigkeit als Beraterin für das Gesundheitsministerium sowie die Mitgliedschaft in verschiedenen Funktionen in den Vorständen einiger Unternehmen, Hochschulen und der Ghana Medical Association. Von 2014 bis 2021 war sie Mitglied des Technischen Komitees der WHO für die freiwillige Beschneidung von Männern zur Verringerung des HIV-Übertragungsrisikos. 2021 wurde sie für eine zweijährige Amtszeit zur Vorsitzenden der Fakultät für Chirurgie des Ghana College of Surgeons gewählt. Sie war Vorsitzende des ghanaischen Chapters des West African College of Surgeons. Sie war an verschiedenen Beratungsdiensten beteiligt, darunter der Aufbau der ersten Well-Woman-Klinik in Ghana und die Initiierung der Ausbildung traditioneller Wanzams (Beschneider für männliche Säuglinge) in Zusammenarbeit mit der Gesundheitsdirektion des ghanaischen Gesundheitsdienstes. Über 15 Jahre lang war sie gewähltes Mitglied des MDC.
Sie ist Mitbegründerin und Präsidentin des Accra College of Medicine (ACM), Ghanas führender privater medizinischer Fakultät.

## Auszeichnungen und Ehrungen (Auswahl)
- 1983: Fellow des Royal College of Surgeons of Edinburgh
- 1990: Fellow des West African College of Surgeons
- 2005: Foundation Fellow des Ghana College of Surgeons[7]
- 2010: Auszeichnung der Millennium Excellence Awards Foundation
- 2017: Glitz Woman of the Year[8]